# The Secret of Elena’s Tomb
The Secret of Elena’s Tomb ist eine EP der texanischen Band … And You Will Know Us by the Trail of Dead. Sie wurde in den Blackbird Studios aufgenommen und am 1. April 2003 über das Label Interscope Records veröffentlicht. Das Cover wurde von Conrad Keely gestaltet.

## Zur EP
Die EP wurde nach dem Titel der Lebensgeschichte von Carl von Cosel, einem Nekrophilen, benannt. Bei der auf CD veröffentlichten Version handelt es sich um eine Enhanced CD, die zusätzlich die Musikvideos zu den Liedern Another Morning Stoner und Relative Ways sowie ein Livevideo von All St. Day beinhaltet.
Der Titel Intelligence wurde von der Band zusammen mit Tylor Jacobson geschrieben.

## Trackliste
1. Mach Schau – 3:49
2. All St. Day – 3:53
3. Crowning of a Heart – 3:30
4. Counting Off the Days – 3:11
5. Intelligence – 4:55

## Besetzung

### Band
- Conrad Keely
- Jason Reese
- Kevin Allen
- Aaron Ford
- Neil Busch

### Weitere Musiker
- Anthony Sloan
- John Painter
- Beth Cameron